# Organización Liberal Arubana
La Organización Liberal Arubana fue un partido político liberal en Aruba. En las elecciones del 28 de septiembre de 2001, el partido obtuvo 5,7% del voto popular y uno de 21 escaños. El 23 de septiembre de 2005, el partido solo ganó 4% de los votos y perdió su escaño.